# 细角蟾
细角蟾（学名：Jingophrys vegrandis）一种于印度阿鲁纳恰尔邦（领土争议地区，即中华人民共和国藏南地区）西卡门县发现的两栖动物，隶属于角蟾科靖角蟾属。本种发表时被归入角蟾属（Megophrys），2023年又被归入靖角蟾属。